# Emidio Taliani
Emidio Taliani, italijanski rimskokatoliški duhovnik, škof in kardinal, * 19. april 1838, Montegallo, † 24. avgust 1907.

## Življenjepis
20. oktobra 1861 je prejel duhovniško posvečenje.
22. junija 1896 je bil imenovan za naslovnega nadškofa Sebastee in za državnega uradnika Rimske kurije; 29. junija istega leta je prejel škofovsko posvečenje. 24. julija 1896 je postal apostolski nuncij v Avstriji.
Leta 1903 se je vrnil v Rimsko kurijo; 22. junija je bil povzdignjen v kardinala in imenovan za kardinal-duhovnika S. Bernardo alle Terme.